# Consulado de Burgos
- Para el edificio neoclásico donde estuvo su última sede, véase Edificio del Consulado del Mar (Burgos)

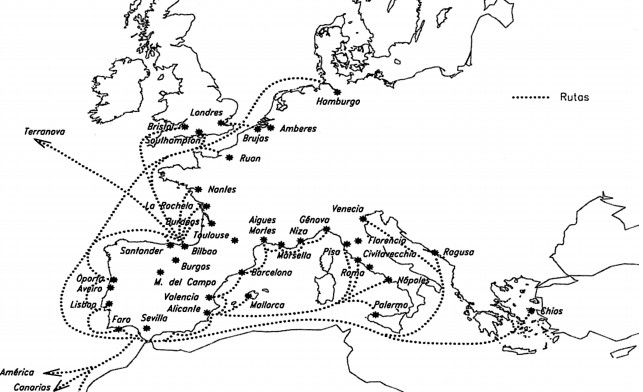
Comercio internacional castellano de los siglos y.

El Consulado del Mar de Burgos fue una Institución creada por  Isabel I de Castilla en 1494, siguiendo el modelo del Consulado del Mar. Se trataba de una asociación mercantil de comerciantes dedicados a la exportación de la lana castellana y a la importación de paños y telas procedentes de Flandes, congregando a un grupo de brillantes comerciantes burgaleses durante la Edad Moderna. Su creación sustituyó a la Hermandad de las Marismas fundada en 1296 y motivada en parte por las quejas sobre los privilegios de Barcelona y Valencia. 
Los comerciantes controlaban el Consulado, una institución que les garantizaba el monopolio de su actividad y asegurado por la corona. Los comerciantes del Consulado canalizaban la producción ganadera, compraban la lana a los propietarios de rebaños mesteños, la dirigían hasta el Consulado desde donde era enviada a Laredo o Bilbao para exportarla a Flandes, en barcos organizados por el consorcio del Consulado.
El Consulado también monopolizaba la entrada en Castilla de los textiles de Flandes. La actividad económica de importación y exportación que llevaba a cabo fue conocida también como el Eje Norte-Sur, por las relaciones que estableció entre Castilla y Flandes, de extrema importancia en la época.
En 1503 se creó en Sevilla la Casa de Contratación de Indias, que establecía un asiento o monopolio del comercio con estos territorios. Quienes comerciaban con los productos de las Indias crearon en 1543 el Consulado de Cargadores a Indias, una institución gremial para resolver sus asuntos jurídicos como la que tenían los comerciantes del Consulado de Burgos

## Siglo de Oro Burgalés
El Consulado del Mar de Burgos creó entre 1450 y 1600 las condiciones para el nacimiento del "Siglo de Oro burgalés".
En Burgos convivieron y trabajaron artistas de la talla de los Francisco de Colonia y Simon de Colonia, Diego Siloe, Felipe Bigarny, Juan de Vallejo y Cristóbal de Andino. La ciudad necesitó de una pujante economía, una nobleza potente y unas influyentes y poderosas instituciones religiosas. Entre aquellos que propiciaron tan floreciente época, que fue especialmente protagonizada por los mercaderes que desde el Consulado del Mar dominaron en aquellas décadas el comercio con los puertos atlánticos, resaltan las familias Polanco, Maluenda, Lerma, Salamanca, Soria, De Castro, Astudillo, entre otros.

## Galería

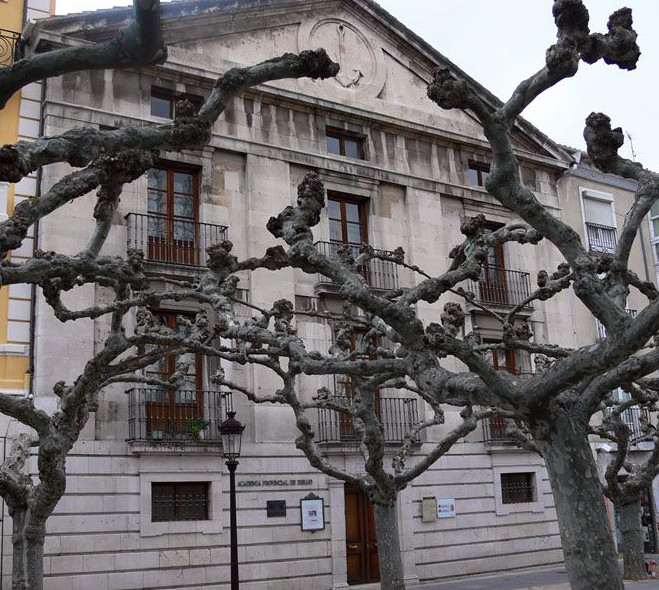
Edificio del antiguo Consulado del Mar en Burgos.
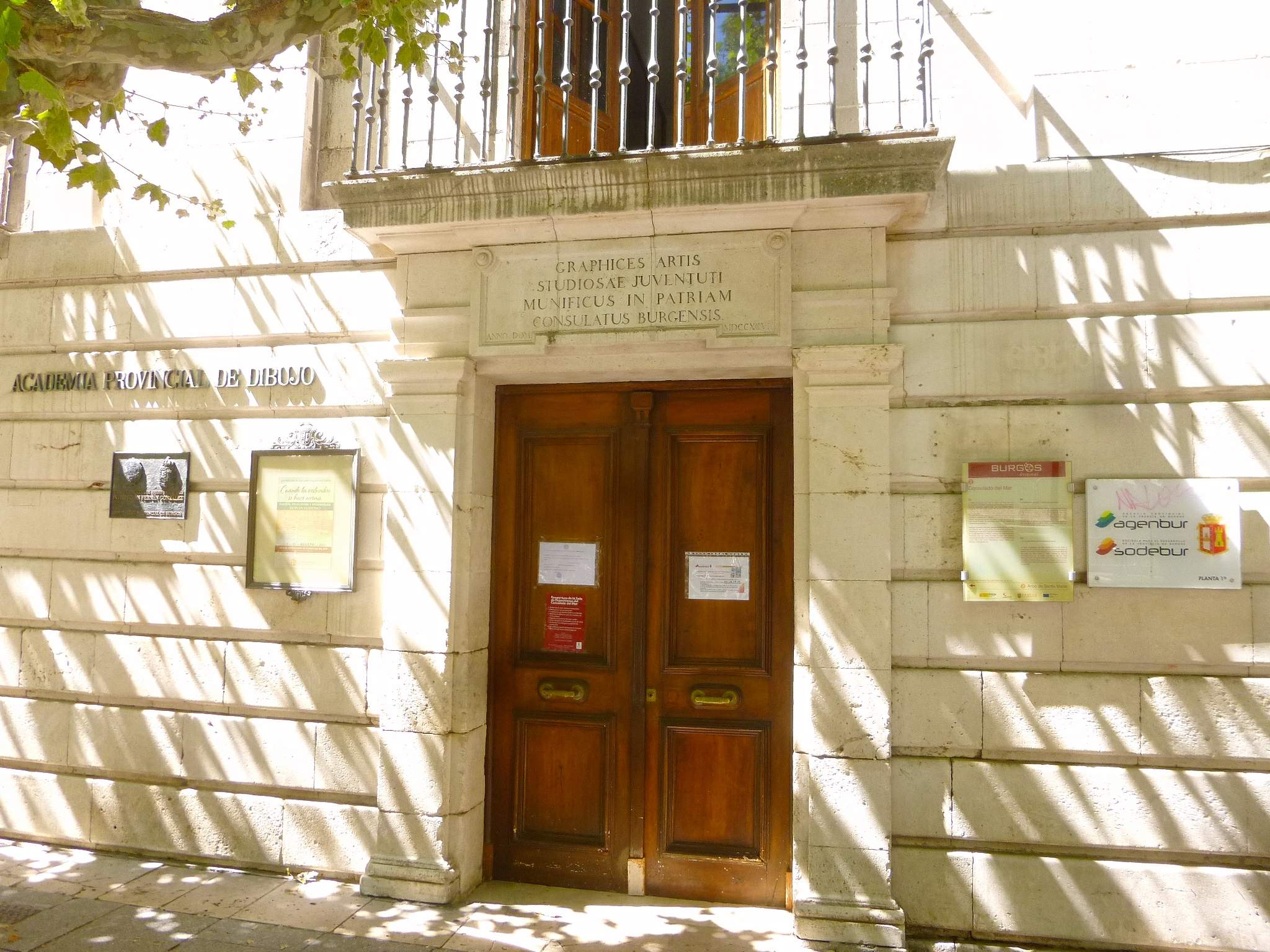
Antiguo edificio de la Universidad de Mercaderes y Consulado de Burgos.
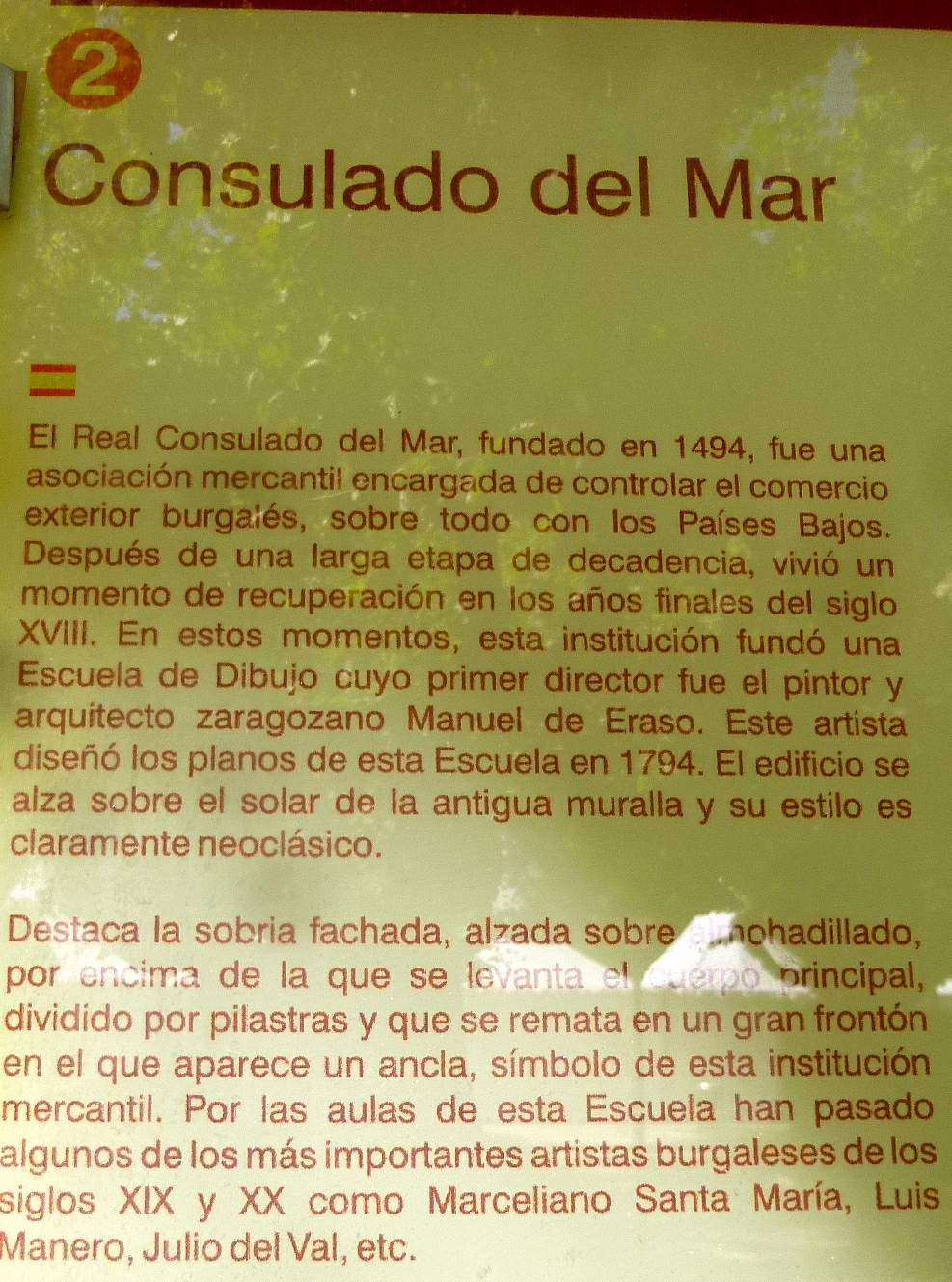
Cartel del Consulado del Mar de Burgos.